# Mükéné
Mükéné (Mülénai, Mycenae) ókori görög város a Peloponnészosz északkeleti részén, Argoliszban. Az i. e. III. évezredtől lakott hely. A monda szerint Perszeusz alapította. Az i. e. XVI. századtól kezdve a mükénéi civilizáció központja, az Atreidák székhelye volt. Akropoliszát i. e. 1150 körül feldúlták a dórok, majd dór település lett. A várost az i. e. V. században Argosz pusztította el. Feltárását 1874-ben Schliemann kezdte meg. 1876-ban az akropolisz ásatásai során találta meg az első sírkerületet, az i. e. XVI. századból való aknasírok gazdag kincsleleteivel. A folyamatos ásatások egy neolitikus település nyomait tárták fel. A második sírkerületet a kupolasírokkal 1952-ben ásták ki, melynek monumentális emlékei az Atreusz kincsesháza és a Klütaimnésztra-sír. A nagyszabású leletanyagból megemlítendő az i. e. XIV-XIII. században a fellegvár köré emelt küklopikus fal, amelynek főbejárata a domborművel diszített Oroszlánkapu. Több lakóházat, palotát, ciszternát, kamarasírt és újabban egy szentélyt tártak fel. Mükéné az egyik lehetséges azonosítása a hettita forrásokban szereplő Ahhijava királyságnak.

## Története
Mükéné területén a legelső lakók az újkőkorszakban érkeztek, helyi pásztorkultúrák nyomai kerültek elő. A várost az i. e. 1900 körül, a helladikus korban bevándorló akhájok alapították. Stratégiailag kedvező fekvése jelentős várossá emelte, és rövid idő alatt uralma alá került az egész Peloponnészosz. Mükéné a bronzkorban hatalmas város volt, királyait rendkívüli pompával temették el. A mükénéi várat, melyet fokozatosan építettek ki és többször bővítették, 900 méter hosszú, 6 méter vastag fallal erősítették meg. A küklópikus (cyclopikus) falazat 30 000 m² nagyságú területet vesz körül. Az i. e. XVII-XVI. században a sírok földbe vájt, mély aknák voltak. A bronzkor későbbi szakaszában nagyszabású kupolasírokat építettek. I. e. 1400 körül a Krétán lévő Knósszosz is mükénei megszállás alá került. Hatalma csúcspontját az i. e. XIII. században érte el, amikor a róla elnevezett mükénéi kultúra egyik legjelentősebb központja volt. Ekkora a mükénéiek befolyásukat és hatalmukat kiterjesztették egész Krétára, a kis-ázsiai partvidékre, Szicíliára és részben a Rómától északra fekvő területekre is. Jelentősége akkor szűnt meg, amikor az i. e. XII. század közepén a bevándorló dór törzsek elpusztították a várost és a kultúrát is. Csak az archaikus korban, az i. e. VII. században népesült be újra. Ekkor az akropoliszon emeltek egy kis Athéné-templomot is. A görög-perzsa háborúkban Mükéné Thermopülénél és Plataiainál lezajlott ütközetekben (i. e. 490, illetve i. e. 479.) 2-300 fős katonai egységgel vett részt. I. e. 468-ban Argosz elfoglalta és lerombolta. Ettől kezdve évszázadokon keresztül lakatlan volt.

## Mondája
A görög mitikus hagyomány szerint előbb alapítója, Perszeusz és utódai uralták, majd a hatalom Atreuszra és az Atreidák nemzetségére szállt. Homérosz arról tudósított, hogy az akropoliszon épített palotaegyüttes Agamemnón székhelye volt.

## Ásatások Mükénében

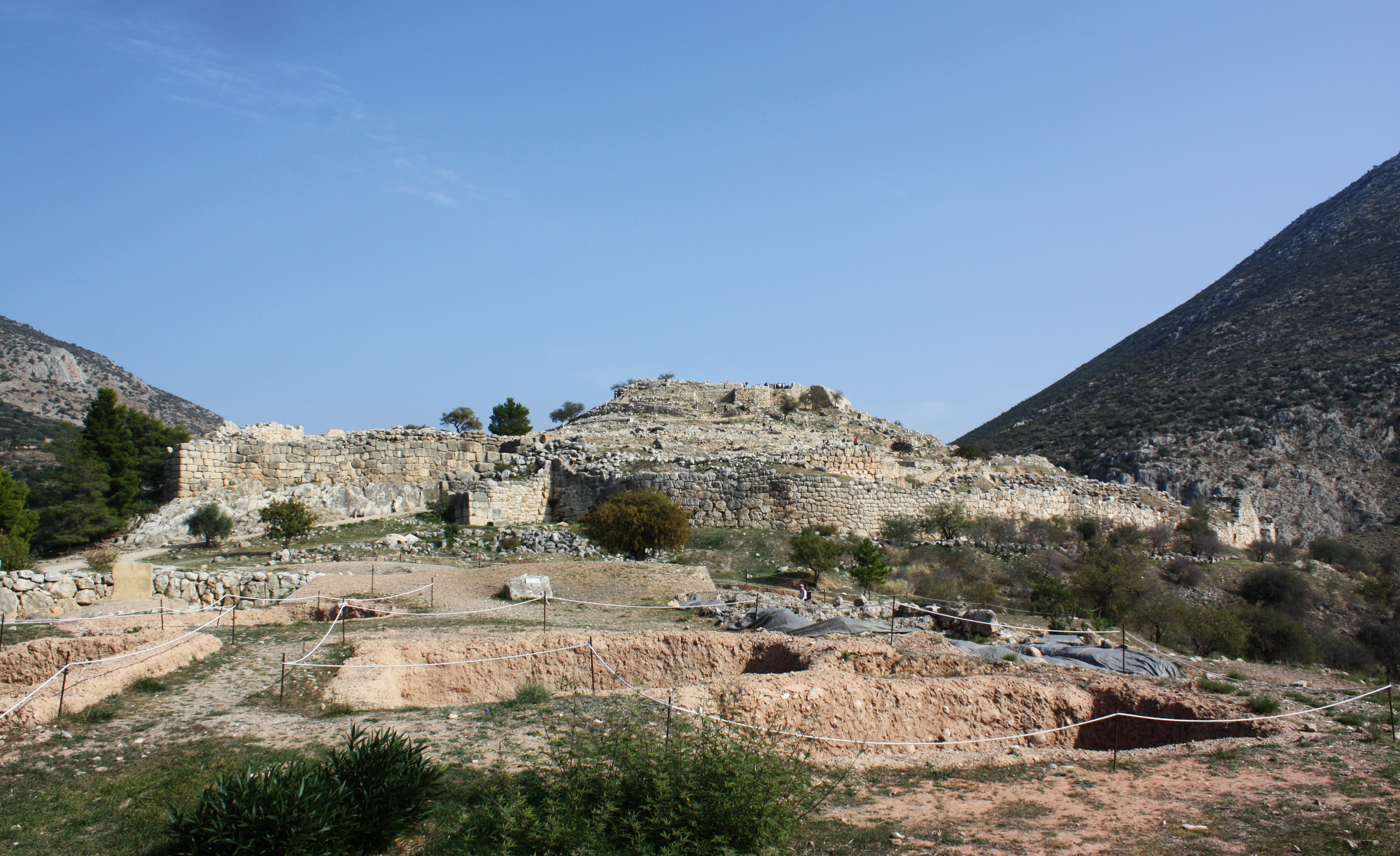
Ásatások Mükéné romváros területén

Mükéné az első város, aminek van akropolisza. A várost jól erősített küklopikus falazás veszi körül. Hatalmas bronzkori erődítményének jelenleg is folyó feltárását Heinrich Schliemann 1874-ben kezdte el. A palotából és a többi épületből freskók, elefántcsont szobrok, az úgynevezett idolok házából 1960-ban lineáris B írásos agyagtáblák kerültek elő. A két oroszlántestű, madárfejű griffel díszített főbejárat az európai kőszobrászat első monumentális emlékei közé tartozik, ami oroszlános kapu néven ismert. Az i. e. XIII. századból két jelentős, kifosztatlan sírkörzet került elő, gazdag leletanyaguk a mükénéi kultúra kialakulásának koráról nyújt felvilágosítást. A főbejárat mögött találta meg Schliemann az úgynevezett „A” sírkörzetet az aknasírokkal, amit az i. e. 16. század elejére datálnak, s ami az i. e. 14. századtól a Fellegvár részét képezte. Ezt a sírkerületet szabályos kövekből faragott fal veszi körül, innen tárták fel a lapos kővel fedett aknasírokat, összesen hatot. Ezekből jelentős mennyiségű ékszer és halotti maszk került elő.(Pl. a tévesen Agamemnón-maszknak nevezett lelet is.) A legkorábbiak az i. e. 16. és 15. század között épültek (Kyklopikus, Epano Phournos és az Aigiszthosz-sír). A várfalon kívül fellelt „B” sírkörzetben kilenc tholoszt találtak, A legmonumentálisabbak az i. e. 14. században épültek (Átreusz kincsesháza, Klütaimnésztra-sír, Genius-sír). Alaprajzuk kör alakú, álboltozattal fedték őket, hozzájuk folyosó vezet. Fejlettebb szerkezetű a kb. i. e. 1400 körülre datált Kato Phournos, Panagaia- és Oroszlán-sír. A többi fennmaradt építmény az i. e. 14. és 13. századokból származik. 
Schliemann után további ásatásokat végzett a Brit iskola 1920–1923, 1959–1969 között és a Görög Régészeti Társaság 1886–1902 között. Az utóbbiak 1957-től folytatják a feltárást napjainkban is.

## Lásd még
- Ahhijava
- Tirünsz
- Mükénéi kultúra
- Mükéné uralkodóinak listája